# Records du Royaume-Uni d'athlétisme

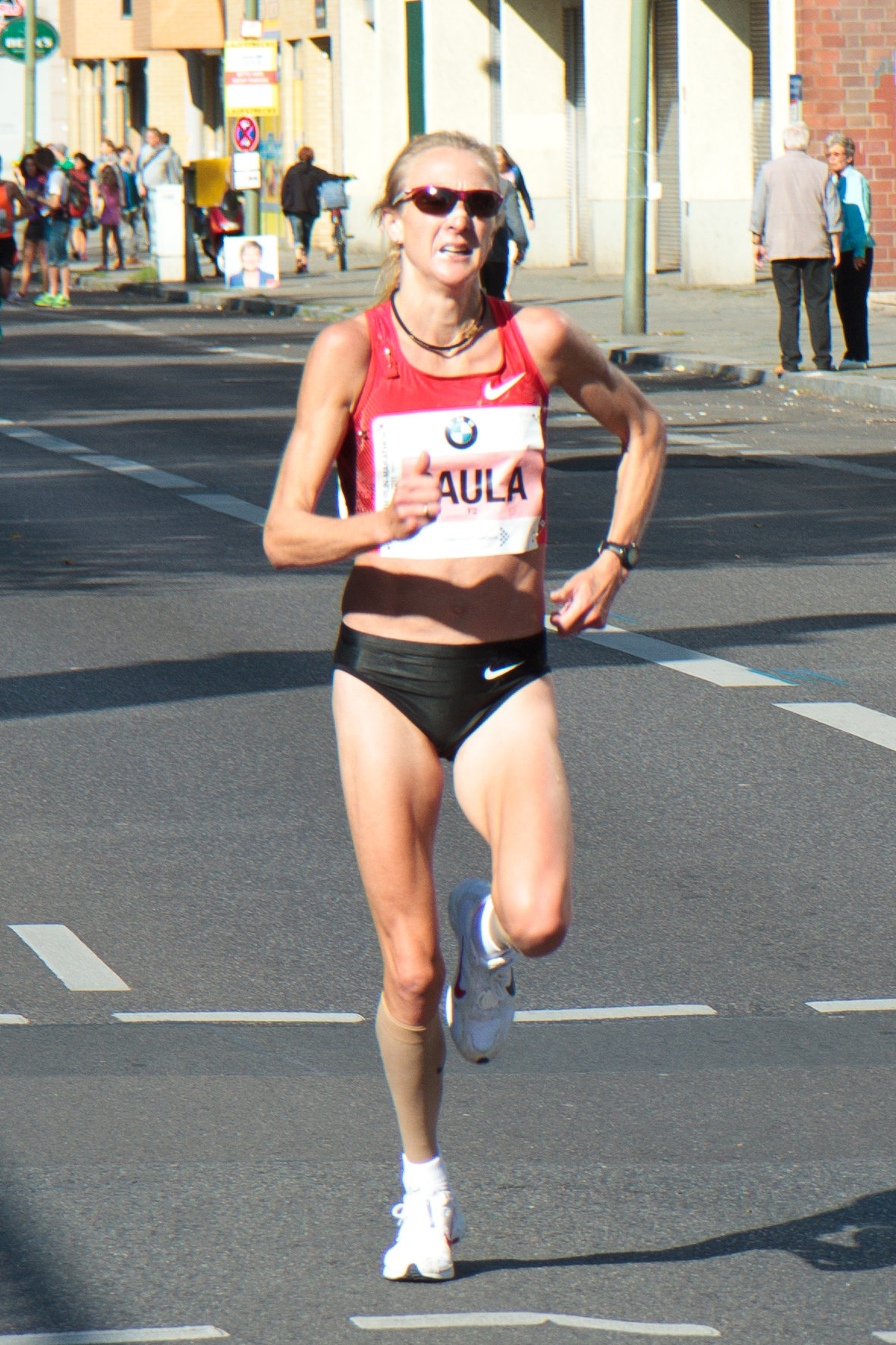
Paula Radcliffe détient plusieurs records nationaux sur piste et sur route.

Les records du Royaume-Uni d'athlétisme sont les meilleures performances réalisées par des athlètes britanniques et homologuées par United Kingdom Athletics.

## Plein air

### Hommes
| Épreuve           | Record | Athlète                                                                              | Date              | Compétition                   | Lieu         | Réf.   |
| ----------------- | --- | ------------------------------------------------------------------------------------ | ----------------- | ----------------------------- | ------------ | ------ |
| 100 m             | 9 s 83 (+1,3 m/s) | Zharnel Hughes                                                                       | 24 juin 2023      |                               | New York     | [ 2 ]  |
| 200 m             | 19 s 73 (+1,6 m/s) | Zharnel Hughes                                                                       | 23 juillet 2023   |                               | Londres      | [ 3 ]  |
| 400 m             | 43 s 74 (AR) | Matthew Hudson-Smith                                                                 | 20 juillet 2024   | London Grand Prix             | Londres      | [ 4 ]  |
| 400 m             | 43 s 44 (AR) | Matthew Hudson-Smith                                                                 | 7 août 2024       | Jeux olympiques               | Saint-Denis  | [ 6 ]  |
| 800 m             | 1 min 41 s 73 | Sebastian Coe                                                                        | 10 juin 1981      |                               | Florence     |        |
| 1 000 m           | 2 min 12 s 18 (AR) | Sebastian Coe                                                                        | 11 juillet 1981   | Bislett Games                 | Oslo         |        |
| 1 500 m           | 3 min 28 s 81 | Mo Farah                                                                             | 19 juillet 2013   | Meeting Herculis              | Monaco       | [ 7 ]  |
| 1 500 m           | 3 min 27 s 79 | Josh Kerr                                                                            | 6 août 2024       | Jeux olympiques               | Saint-Denis  | [ 8 ]  |
| Mile              | 3 min 46 s 32 | Steve Cram                                                                           | 27 juillet 1985   | Bislett Games                 | Oslo         |        |
| Mile              | 3 min 45 s 34 | Josh Kerr                                                                            | 25 mai 2024       | Prefontaine Classic           | Eugene       | [ 9 ]  |
| 2 000 m           | 4 min 51 s 39 | Steve Cram                                                                           | 4 août 1985       |                               | Budapest     |        |
| 3 000 m           | 7 min 32 s 62 | Mo Farah                                                                             | 5 juin 2016       | Birmingham Grand Prix         | Birmingham   | [ 10 ] |
| 5 000 m           | 12 min 53 s 11 | Mo Farah                                                                             | 22 juillet 2011   | Herculis                      | Monaco       | [ 11 ] |
| 10 000 m          | 26 min 46 s 57 (AR) | Mo Farah                                                                             | 3 juin 2011       | Prefontaine Classic           | Eugene       | ,      |
| Heure             | 20 855 m | Carl Thackery                                                                        | 31 mars 1990      |                               | La Flèche    | [ 15 ] |
| Semi-marathon     | 59 min 32 s (AR) | Mo Farah                                                                             | 22 mars 2015      | Semi-marathon de Lisbonne     | Lisbonne     | [ 16 ] |
| 25 000 m          | 1 h 15 min 22 s 6 | Ron Hill                                                                             | 21 juillet 1965   |                               | Bolton       | [ 17 ] |
| 30 000 m          | 1 h 31 min 30 s 4 | Jim Alder                                                                            | 5 septembre 1970  |                               | Londres      | [ 18 ] |
| Marathon          | 2 h 5 min 11 s (AR) | Mo Farah                                                                             | 7 octobre 2018    | Marathon de Chicago           | Chicago      | [ 19 ] |
| 110 m haies       | 12 s 91 (+0,5 m/s) (AR) | Colin Jackson                                                                        | 20 août 1993      | Championnats du monde         | Stuttgart    |        |
| 400 m haies       | 47 s 82 | Kriss Akabusi                                                                        | 6 août 1992       | Jeux olympiques               | Barcelone    |        |
| 3 000 m steeple   | 8 min 07 s 96 | Mark Rowland                                                                         | 30 septembre 1988 | Jeux olympiques               | Séoul        |        |
| Saut en hauteur   | 2,37 m | Steve Smith                                                                          | 20 septembre 1992 | Championnats du monde juniors | Séoul        |        |
| Saut en hauteur   | 2,37 m | Steve Smith                                                                          | 22 août 1993      | Championnats du monde         | Stuttgart    |        |
| Saut en hauteur   | 2,37 m | Robbie Grabarz                                                                       | 23 août 2012      | Athletissima                  | Lausanne     | [ 20 ] |
| Saut à la perche  | 5,85 m | Harry Coppell                                                                        | 4 septembre 2020  | Championnats du Royaume-Uni   | Manchester   | [ 21 ] |
| Saut en longueur  | 8,51 m (+1,7 m/s) | Greg Rutherford                                                                      | 24 avril 2014     |                               | Chula Vista  | [ 22 ] |
| Triple saut       | 18,29 m (+1,3 m/s) (WR) | Jonathan Edwards                                                                     | 7 août 1995       | Championnats du monde         | Göteborg     | [ 23 ] |
| Lancer du poids   | 21,68 m | Geoff Capes                                                                          | 18 mai 1980       |                               | Cwmbran      |        |
| Lancer du disque  | 68,24 m | Lawrence Okoye                                                                       | 19 mai 2012       | Hallesche Werfertage          | Halle        | [ 25 ] |
| Lancer du marteau | 80,26 m | Nick Miller                                                                          | 8 avril 2018      | Jeux du Commonwealth          | Gold Coast   | [ 26 ] |
| Lancer du javelot | 91,46 m | Steve Backley                                                                        | 25 janvier 1992   |                               | Auckland     |        |
| Décathlon         | 8 847 pts | Daley Thompson                                                                       | 8–9 août 1984     | Jeux olympiques               | Los Angeles  |        |
| Décathlon         | 10 s 44 (-1,0 m/s) (100 m), 8,01 m (+0,4 m/s) (longueur), 15,72 m (poids), 2,03 m (hauteur), 46 s 97 (400 m) / 14 s 33 (-1,1 m/s) (110 m haies), 46,56 m (disque), 5,00 m (perche), 65,24 m (javelot), 4 min 35 s 00 (1 500 m) |                                                                                      |                   |                               |              |        |
| 20 km marche      | 1 h 19 min 38 s | Tom Bosworth                                                                         | 8 avril 2018      | Jeux du Commonwealth          | Gold Coast   | [ 27 ] |
| 2 heures marche   | 27 262 m | Chris Maddocks                                                                       | 31 décembre 1989  |                               | Plymouth     |        |
| 35 km marche      | 2 h 36 min 19 s | Chris Maddocks                                                                       | 29 juin 1991      |                               | Örnsköldsvik |        |
| 35 km marche      | 2 h 31 min 34 s | Cameron Corbishley                                                                   | 26 octobre 2024   | Lusatian International Race   | Zittau       | [ 28 ] |
| 50 km marche      | 3 h 51 min 13 s | Dominic King                                                                         | 20 mars 2021      |                               | Dudince      | [ 29 ] |
| 4 × 100 m         | 37 s 36 (AR) | Equipe nationale Adam Gemili Zharnel Hughes Richard Kilty Nethaneel Mitchell-Blake   | 5 octobre 2019    | Championnats du monde         | Doha         | [ 30 ] |
| 4 × 200 m         | 1 min 21 s 29 | Équipe nationale Marcus Adam Ade Mafe Linford Christie John Regis                    | 23 juin 1989      |                               | Birmingham   |        |
| 4 × 400 m         | 2 min 56 s 83 (AR) | Équipe nationale Iwan Thomas Jamie Baulch Mark Richardson Roger Black                | 3 août 1996       | Jeux olympiques               | Atlanta      |        |
| 4 × 400 m         | 2 min 55 s 83 (AR) | Équipe nationale Alex Haydock-Wilson Matthew Hudson-Smith Lewis Davey Charlie Dobson | 10 août 2024      | Jeux olympiques               | Saint-Denis  | [ 31 ] |
| 4 × 800 m         | 7 min 3 s 89 (AR) | Équipe nationale Peter Elliott Garry Cook Steve Cram Sebastian Coe                   | 30 août 1982      |                               | Londres      |        |

### Femmes
| Épreuve              | Record | Athlète                                                                         | Date                              | Compétition                      | Lieu                | Réf.          |
| -------------------- | --- | ------------------------------------------------------------------------------- | --------------------------------- | -------------------------------- | ------------------- | ------------- |
| 100 m                | 10 s 83 (+ 0,1 m/s) 10 s 83 (+ 0,8 m/s) | Dina Asher-Smith                                                                | 29 septembre 2019 17 juillet 2022 | Championnats du monde            | Doha Eugene         | [ 32 ] [ 33 ] |
| 200 m                | 21 s 88 (+0,9 m/s) | Dina Asher-Smith                                                                | 2 octobre 2019                    | Championnats du monde            | Doha                | [ 34 ]        |
| 400 m                | 49 s 41 | Christine Ohuruogu                                                              | 12 août 2013                      | Championnats du monde            | Moscou              |               |
| 400 m                | 49 s 29 | Amber Anning                                                                    | 9 août 2024                       | Jeux olympiques                  | Saint-Denis         | [ 36 ]        |
| 800 m                | 1 min 55 s 19 | Keely Hodgkinson                                                                | 17 septembre 2023                 | Prefontaine Classic              | Eugene              | [ 37 ]        |
| 800 m                | 1 min 54 s 61 | Keely Hodgkinson                                                                | 20 juillet 2024                   | London Grand Prix                | Londres             | [ 38 ]        |
| 1 000 m              | 2 min 30 s 82 | Laura Muir                                                                      | 14 août 2020                      | Meeting Herculis                 | Monaco              | [ 39 ]        |
| 1 500 m              | 3 min 53 s 79 | Laura Muir                                                                      | 7 juillet 2024                    | Meeting de Paris                 | Paris               | [ 40 ]        |
| 1 500 m              | 3 min 52 s 61 | Georgia Bell                                                                    | 10 août 2024                      | Jeux olympiques                  | Saint-Denis         | [ 41 ]        |
| Mile                 | 4 min 15 s 24 | Laura Muir                                                                      | 21 juillet 2023                   | Meeting Herculis                 | Monaco              | [ 42 ]        |
| 2 000 m              | 5 min 26 s 93 | Yvonne Murray                                                                   | 8 juillet 1994                    |                                  | Édimbourg           | [ 43 ]        |
| 3 000 m              | 8 min 26 s 97 | Paula Radcliffe                                                                 | 29 juin 2001                      | Golden Gala                      | Rome                |               |
| 5 000 m              | 14 min 28 s 55 | Eilish McColgan                                                                 | 1er juillet 2021                  | Bislett Games                    | Oslo                | [ 45 ]        |
| 10 000 m             | 30 min 00 s 86 | Eilish McColgan                                                                 | 4 mars 2023                       | The TEN                          | San Juan Capistrano | [ 46 ]        |
| Heure                | 16 495 m | Michaela McCallum                                                               | 2 avril 2000                      |                                  | Asti                |               |
| Semi-marathon        | 1 h 5 min 43 s | Eilish McColgan                                                                 | 2 avril 2023                      |                                  | Berlin              | [ 47 ]        |
| 25 000 m             | 1 h 35 min 15 s 5 | Carolyn Hunter-Rowe                                                             | 6 mars 1994                       |                                  | Barry               | [ 48 ]        |
| 30 000 m             | 1 h 55 min 02 s 3 | Carolyn Hunter-Rowe                                                             | 6 mars 1994                       |                                  | Barry               | [ 48 ]        |
| Marathon             | 2 h 15 min 25 s | Paula Radcliffe                                                                 | 13 avril 2003                     | Marathon de Londres              | Londres             |               |
| 100 m haies          | 12 s 50 (+0,9 m/s) | Cindy Sember                                                                    | 24 juillet 2022                   | Championnats du monde            | Eugene              | [ 49 ]        |
| 400 m haies          | 52 s 74 | Sally Gunnell                                                                   | 19 août 1993                      | Championnats du monde            | Stuttgart           |               |
| 3 000 m steeple      | 9 min 07 s 87 | Lizzie Bird                                                                     | 10 août 2022                      | Meeting Herculis                 | Monaco              | [ 50 ]        |
| 3 000 m steeple      | 9 min 4 s 35 | Lizzie Bird                                                                     | 6 août 2024                       | Jeux olympiques                  | Saint-Denis         | [ 51 ]        |
| Saut en hauteur      | 1,98 m | Katarina Johnson-Thompson                                                       | 12 août 2016                      | Jeux olympiques                  | Rio de Janeiro      | [ 53 ]        |
| Saut à la perche     | 4,90 m | Holly Bradshaw                                                                  | 26 juin 2021                      | Championnats du Royaume-Uni      | Manchester          | [ 54 ]        |
| Saut à la perche     | 4,92 m | Molly Caudery                                                                   | 22 juin 2024                      | Toulouse Capitole Perche         | Toulouse            | [ 55 ]        |
| Saut en longueur     | 7,07 m (+0,4 m/s) | Shara Proctor                                                                   | 28 août 2015                      | Championnats du monde            | Pékin               | [ 56 ]        |
| Triple saut          | 15,15 m (+1,7 m/s) | Ashia Hansen                                                                    | 13 septembre 1997                 | Finale du Grand Prix             | Fukuoka             | [ 57 ]        |
| Lancer du poids      | 19,36 m | Judy Oakes                                                                      | 14 août 1988                      | British Grand Prix               | Gateshead           |               |
| Lancer du disque     | 67,48 m | Meg Ritchie                                                                     | 26 avril 1981                     | Mt. SAC Relays                   | Walnut              |               |
| Lancer du marteau    | 74,54 m | Sophie Hitchon                                                                  | 15 août 2016                      | Jeux olympiques                  | Rio de Janeiro      | [ 58 ]        |
| Lancer du javelot    | 66,17 m | Goldie Sayers                                                                   | 14 juillet 2012                   | London Grand Prix                | Londres             | [ 59 ]        |
| Heptathlon           | 6 981 pts | Katarina Johnson-Thompson                                                       | 2-3 octobre 2019                  | Championnats du monde            | Doha                | [ 60 ]        |
| Heptathlon           | 13 s 09 (+0.6 m/s) (100 m haies), 1,95 m (hauteur), 13,86 m (poids), 23 s 08 (+1.0 m/s) (200 m) / 6,77 m (+0.2 m/s) (longueur), 43,93 m (javelot), 2 min 07 s 26 (800 m)                      |                                                                                 |                                   |                                  |                     |               |
| Décathlon            | 6 522 pts | Julie Hollman                                                                   | 20–21 septembre 1997              |                                  | Ahlen               | [ 61 ]        |
| Décathlon            | 12 s 66 (100 m), 6,06 m (longueur), 11,14 m (poids), 1,65 m (hauteur), 57 s 50 (400 m) / 15 s 16 (100 m haies), 27,77 m (disque), 2,20 m (perche), 31,12 m (javelot), 5 min 36 s 53 (1 500 m) |                                                                                 |                                   |                                  |                     |               |
| 5 000 marche (piste) | 20 min 46 s 58 | Johanna Jackson                                                                 | 14 février 2009                   | New South Wales Open             | Sydney              | [ 62 ]        |
| 10 km marche (route) | 43 min 52 s | Johanna Jackson                                                                 | 6 mars 2010                       | CAU Inter-Counties Championships | Coventry            | [ 63 ]        |
| 20 km marche (route) | 1 h 30 min 41 s | Johanna Jackson                                                                 | 19 juin 2010                      | Gran Premio Cantones de marsa    | La Corogne          | [ 64 ]        |
| 35 km marche (route) | 2 h 58 min 48 s | Bethan Davies                                                                   | 23 avril 2022                     |                                  | Dudince             | [ 65 ]        |
| 4 × 100 m            | 41 s 55 | Équipe nationale Asha Philip Imani-Lara Lansiquot Dina Asher-Smith Daryll Neita | 5 août 2021                       | Jeux olympiques                  | Tokyo               | [ 66 ]        |
| 4 × 100 m            | 41 s 55 | Équipe nationale Dina Asher-Smith Imani-Lara Lansiquot Amy Hunt Daryll Neita    | 20 juillet 2024                   | London Grand Prix                | Londres             | [ 67 ]        |
| 4 × 400 m            | 3 min 20 s 04 | Équipe nationale Christine Ohuruogu Marilyn Okoro Lee McConnell Nicola Sanders  | 2 septembre 2007                  | Championnats du monde            | Osaka               | [ 68 ]        |
| 4 × 400 m            | 3 min 19 s 72 | Équipe nationale Victoria Ohuruogu Laviai Nielsen Nicole Yeargin Amber Anning   | 10 août 2024                      | Jeux olympiques                  | Saint-Denis         | [ 69 ]        |

## Salle

### Hommes
| Discipline       | Performance | Athlète                                                 | Compétition                         | Lieu            | Date            | Réf.   |
| ---------------- | --- | ------------------------------------------------------- | ----------------------------------- | --------------- | --------------- | ------ |
| 60 m             | 6 s 42 (AIR) | Dwain Chambers                                          | Championnats d'Europe en salle      | Turin           | 7 Mar 2009      |        |
| 200 m            | 20 s 25 (AIR) | Linford Christie                                        | Meeting du Pas-de-Calais            | Liévin          | 19 février 1995 |        |
| 400 m            | 45 s 39 | Jamie Baulch                                            | Birmingham Indoor Grand Prix        | Birmingham      | 9 février 1997  |        |
| 800 m            | 1 min 43 s 63 | Elliot Giles                                            | Copernicus Cup                      | Toruń           | 17 février 2021 | [ 70 ] |
| 1 000 m          | 2 min 17 s 20 | Charlie Da'Vall Grice                                   | New Balance Indoor Grand Prix       | New York        | 13 février 2021 | [ 71 ] |
| 1 500 m          | 3 min 34 s 20 | Peter Elliott                                           |                                     | Séville         | 27 février 1990 |        |
| 3 000 m          | 7 min 33 s 1+ | Mohamed Farah                                           | Birmingham Indoor Grand Prix        | Birmingham      | 21 février 2015 |        |
| 5 000 m          | 12 min 57 s 08 (AR) | Marc Scott                                              | David Hemery Valentine Invitational | Boston          | 12 février 2022 | [ 72 ] |
| 60 m haies       | 7 s 30 (WR) | Colin Jackson                                           |                                     | Sindelfingen    | 6 mars 1994     |        |
| Saut en hauteur  | 2,38 m | Steve Smith                                             |                                     | Wuppertal       | 4 février 1994  |        |
| Saut à la perche | 5,83 m | Luke Cutts                                              |                                     | Rouen           | 25 janvier 2014 |        |
| Saut en longueur | 8,26 m A | Greg Rutherford                                         |                                     | Albuquerque     | 5 février 2016  |        |
| Triple saut      | 17,75 m | Phillips Idowu                                          | Championnats du monde en salle      | Valence         | 9 mars 2008     |        |
| Lancer du poids  | 21,49 m | Carl Myerscough                                         | Championnats NCAA en salle          | Fayetteville    | 15 mars 2003    |        |
| 4 × 400 m        | 3 min 03 s 20 | Allyn Condon Solomon Wariso Adrian Patrick Jamie Baulch | Championnats du monde en salle      | Maebashi        | 5 mars 1999     |        |
| Heptathlon       | 6 188 points | Tim Duckworth                                           | Championnats NCAA en salle          | College Station | 9-10 mars 2018  |        |
| Heptathlon       | 6 s 84 (60 m), 7,74 m (longueur), 13,59 m (poids), 2,17 m (hauteur), 8 s 23 (60 m haies), 5,16 m (perche), 2 min 56 s 23 (1 000 m) |                                                         |                                     |                 |                 |        |
| 3 000 m marche   | 10 min 30 s 28 | Tom Bosworth                                            |                                     | Glasgow         | 25 février 2018 |        |

### Femmes
| Discipline       | Performance                                                                                      | Athlète                                            | Compétition                                   | Lieu         | Date            | Réf.   |
| ---------------- | ------------------------------------------------------------------------------------------------ | -------------------------------------------------- | --------------------------------------------- | ------------ | --------------- | ------ |
| 60 m             | 7 s 04                                                                                           | Dina Asher-Smith                                   | Meeting de Karlsruhe                          | Karlsruhe    | 27 janvier 2023 | [ 73 ] |
| 200 m            | 22 s 60                                                                                          | Amber Anning                                       | Boston University John Thomas Terrier Classic | Boston       | 26 janvier 2024 | [ 74 ] |
| 400 m            | 50 s 02                                                                                          | Nicola Sanders                                     | Championnats d'Europe en salle                | Birmingham   | 3 mars 2007     |        |
| 800 m            | 1 min 57 s 20 (EU23R)                                                                            | Keely Hodgkinson                                   | Müller Indoor Grand Prix                      | Birmingham   | 19 février 2022 | [ 75 ] |
| Mile             | 4 min 17 s 88                                                                                    | Jemma Reekie                                       | Millrose Games                                | New York     | 8 février 2020  | [ 76 ] |
| 1 500 m          | 4 min 00 s 52                                                                                    | Jemma Reekie                                       | Millrose Games                                | New York     | 8 février 2020  | [ 76 ] |
| 3 000 m          | 8 min 26 s 41 (AIR)                                                                              | Laura Muir                                         | Meeting de Karlsruhe                          | Karlsruhe    | 4 février 2017  |        |
| 5 000 m          | 14 min 49 s 12                                                                                   | Laura Muir                                         |                                               | Glasgow      | 4 janvier 2017  |        |
| 60 m haies       | 7 s 80                                                                                           | Tiffany Porter                                     | Championnats d'Europe en salle                | Paris        | 4 mars 2011     |        |
| Saut en hauteur  | 1,99 m                                                                                           | Morgan Lake                                        |                                               | Hustopece    | 4 février 2023  |        |
| Saut à la perche | 4,87 m                                                                                           | Holly Bradshaw                                     |                                               | Villeurbanne | 21 janvier 2012 |        |
| Saut en longueur | 7,00 m                                                                                           | Jazmin Sawyers                                     | Championnats d'Europe en salle                | Istanbul     | 5 mars 2023     |        |
| Triple saut      | 15,16 m                                                                                          | Ashia Hansen                                       | Championnats d'Europe en salle                | Valence      | 28 février 1998 |        |
| Lancer du poids  | 19,06 m                                                                                          | Venissa Head                                       |                                               | St Athan     | 7 avril 1984    |        |
| 4 × 400 m        | 3 min 26 s 36                                                                                    | Laviai Nielsen Lina Nielsen Ama Pipi Jessie Knight | Championnats du monde en salle                | Glasgow      | 3 mars 2024     | [ 77 ] |
| Pentathlon       | 5 000 points                                                                                     | Katarina Johnson-Thompson                          | Championnats d'Europe en salle                | Prague       | 6 mars 2015     |        |
| Pentathlon       | 8 s 18 (60 m haies), 1,95 m (hauteur), 12,32 m (poids), 6,89 m (longueur), 2 min 12 s 78 (800 m) |                                                    |                                               |              |                 |        |
| 3 000 m marche   | 12 min 44 s 99                                                                                   | Bethan Davies                                      |                                               | Sheffield    | 28 février 2016 |        |